# Leucoagaricus griseodiscus
Leucoagaricus griseodiscus är en svampart som först beskrevs av Marcel Bon, och fick sitt nu gällande namn av Bon & Migl. 1991. Leucoagaricus griseodiscus ingår i släktet Leucoagaricus och familjen Agaricaceae.   Inga underarter finns listade i Catalogue of Life.